# Staple (Kent)
Staple est une paroisse civile et un village du Kent, en Angleterre.